# 愤怒管理 (电视剧)
《憤怒管理》（英語：Anger Management）是一部美國情境喜劇，於2012年6月28日在美國FX電視台播映。本劇基本上是改編自2003年的同名電影《抓狂管訓班》，而查理·辛則是扮演原電影中傑克‧尼克遜飾演的一位有點瘋狂的憤怒諮商師。「憤怒管理」首集在美國播映就創下574萬人收視紀錄，這是美國有線電視史上情境喜劇的最高紀錄。

## 概述
本劇描述一位曾經是棒球員的憤怒治療師「查理」，因為在一次的棒球比賽中憤怒失控，用球棒打傷自己的膝蓋，因此退出職棒生涯。但他以此為契機，改當憤怒治療師。故事就圍繞在查理的前妻和小孩，還有查理的異性好友以及查理的病患們當中展開。

## 集數
| 季數 | 集数 | 集数 | 首播日期      | 首播日期       |
| 季數 | 集数 | 集数 | 首映          | 季终           |
| ---- | ---- | ---- | ------------- | -------------- |
| 1    | 10   | 10   | 2012年6月28日 | 2012年8月23日  |
| 2    | 90   | 90   | 2013年1月17日 | 2014年12月22日 |

## 演員

### 主要角色
- 查理·辛飾演查理‧古德森（Charlie Goodson），一位前職業棒球選手，因為在球賽的過程中憤怒之下用球棒砸傷自己的膝蓋，最後成為一位憤怒管理治療師。[6]
- 莎瑪·布萊兒飾演凱特‧威爾斯（Dr. Kate Wales），另一位憤怒管理治療師，擁有博士學位，也是查理的好朋友兼砲友，自認為不喜歡傳統的情侶或夫妻關係，所以堅持只跟查理維持所謂的砲友關係，但是一旦查理跟別人交往她也會很生氣。後來決定一個人去印度尋找自我，因此讓查理自暴自棄。(1-52集，57集現身)
- 諾倫‧杜維（英语：Noureen_DeWulf）（Noureen DeWulf）飾演蕾西（Lacey），查理的病人之一，有錢的印度裔年輕女性，因為開槍攻擊男朋友的下體被法院要求強制治療，相當易怒。曾經為了欺騙父母的結婚獎金與派翠克假結婚。
- 麥克‧亞當（英语：Michael_Arden）（Michael Arden）飾演派翠克（Patrick），查理的病人之一，男同性戀，在服飾店上班，對服裝時尚很有一套，經常因為男朋友的問題而生氣。喜歡吐槽其他人，特別是艾德。
- 德瑞克‧李察森（Derek Richardson）飾演諾蘭‧布蘭登‧約翰遜（Nolan Brandon Johnson），查理的病人之一，年輕男性，因為對任何事情都不會憤怒所以來參加，交往過的女性都是比較強勢的女性。暗戀蕾西。
- 巴瑞‧柯賓（英语：Barry_Corbin）（Barry Corbin）飾演艾德（Ed），參與過越戰的中年退休男子，有各式各樣的種族歧視，尤其喜歡嘲笑派翠克是男同性戀，然後永遠搞不懂蕾西是什麼種族的。[7]
- 蘿拉‧邦迪（英语：Laura_Bell_Bundy）（Laura Bundy）飾演喬丹‧丹比博士（Dr. Jordan Denby），一位新的心理學研究者，在凱特離開後，成為查理先前的研究的主持人，因此成為查理的老闆。在第2季第49集的時候提到她有一個雙胞胎妹妹。尚恩曾經試圖追求她。(第47集現身–至今)[8]
- 布萊恩‧奧斯丁‧格林（Brian Austin Green） 飾演 尚恩 （Sean），查理的患者之一，珍妮佛的前男朋友，自從珍妮佛與尚恩分手之後，查理就與尚恩成為好朋友，由於尚恩是開脫衣酒店，因此兩人常常出去喝酒。尚恩曾經與蕾西約會過，但是由於尚恩並不忠心，因此兩人不歡而散。(45集–至今；之前是配角，現在是固定角色之一。)

### 經常出現的角色
- 肖妮·史密斯飾演珍妮佛‧古德森（Jennifer Goodson），查理的前妻，喜歡創立古靈精怪的公司，常常要求查理一起投資。
- 丹妮亞‧博瓦迪亞（英语：Daniela_Bobadilla）（Daniela Bobadilla）飾演薩姆‧古德森（Sam Goodson），查理和前妻生的女兒，目前高一，有強迫症，壓力過大會一直打掃。
- 布萊特‧巴特（英语：Brett_Butler_(actress)）（Brett Butler）飾演布萊特（Brett），查理常去的酒吧女酒保。
- 麥克‧布門（英语：Michael_Boatman）（Michael Boatman）飾演麥克（Michael），查理的鄰居與朋友。[9]
- 詹姆士‧R‧布萊克（英语：James_R._Black_(actor)）（James Black）飾演克里歐/德瑞克（Cleo/Derek）,查理在監獄的治療小組其中一員，同性戀。在一集當中，他假釋出獄，對查理宣稱他是「監獄同性戀」（意思是只有在監獄才是同性戀），現實生活中他有老婆，不過跟人跑了。並且跟查理的前妻短暫約過會。
- 德萊斯‧麥凱利（英语：Darius_McCrary）（Darius McCrary）飾演多諾（Donovan），查理在監獄的治療小組其中一員，同性戀，也就是克里歐/德瑞克（Cleo/Derek）的獄中情侶。
- 史蒂芬‧泰勒（Stephen Taylor）飾演韋恩（Wayne），查理在監獄的治療小組其中一員，因為拿刀捅人所以被關。在第2季第48集的時候與丹比博士試圖假裝成未婚夫妻。
- 阿爾多‧剛紮爾（Aldo Gonzalez）飾演恩尼斯托（Ernesto），查理在監獄的治療小組其中一員。
- 凱琳‧瑪史塔（Katlin Mastandrea）飾演奧莉維亞（Olivia），薩姆的好朋友。
- 馬丁·辛飾演馬丁‧古德森（Martin Goodson），查理的爸爸，但是查理非常討厭他爸。艾德與老婆吵架分居之後，便與馬丁同住。
- 安娜哈契森（Anna Hutchison） 飾演 薩沙(Sasha)，性工作者，與查理交往，偶爾會出現。
- 麥克葛洛斯（英语：Michael Gross (actor)）（Michael Gross） 飾演 蘭迪醫生(Dr. Randy Warren)，一位精神科醫生，但是被查理識破他的詐騙計畫，因此被撤職，並出現在查理的監獄小組中。
- 伊蓮·亨德里克斯（Elaine Hendrix）飾演 哈特利典獄長(Warden Hartley)，監獄新上任的典獄長，與查理上過一次床，然而不歡而散。

## 製作過程
2011年7月18日，宣布將製作「抓狂管訓班」的同名影集，並且由查理·辛擔任主角，這是在查理辛被CBS從男人兩個半劇集中開除之後首次獲得的演出。在2011年10月27日，消息宣布FX電視台將先預訂十集，如果成功，FX電視台將會預定另外90集，並宣布交由知名製作公司戴瑪-瑪柯里（Debmar-Mercury）製作。在2012年8月29日，宣布本劇將預訂另外90集。2013年1月9日，FX電視台總經理約翰‧蘭德夫（John Landgraf）表示已一年45集的方式呈現。蘭德夫也宣布第一季以客串演出查理父親的馬丁·辛將會在第二季的時候經常參與本劇演出。不過他將會在某幾集當中現身，並非每一集出現。
FX電視台以每集60萬美元製作本劇。為了刺激收視率，FX宣布從6月3日開始將會於FX電視台的姐妹台FOX電視台上，每星期一晚上重播。

### 選角過程
選角過程於2012年1月開始宣布，肖妮·史密斯與 莎瑪·布萊兒以雙女主角的姿態出線。肖妮飾演查理的前妻而莎瑪飾演查理的治療師並且有可能成為發展戀情的對象。有不少女星都參與過試鏡，包括朱莉·本茨、Jenica Bergere、依蓮‧亨德克（Elaine Hendrix）、凱特‧萊德（Kate Reinders）和妮可‧希爾（Nichole Hiltz）。
接著宣布的演員是諾倫‧杜維（Noureen DeWulf），飾演蕾西，一位被寵壞的富家女，因為在男朋友劈腿之後開槍射擊他的睪丸而強制參加治療團。麥克‧亞當（Michael Arden）和丹妮亞‧博瓦迪亞（Daniela Bobadilla）則分別飾演查理的病人派翠克（一位男同性戀）和薩姆（查理的13歲女兒並且有強迫症）。巴瑞‧柯賓（Barry Corbin）飾演艾德，一位對其他人都看不慣前越戰老兵。德瑞克‧李察森（Derek Richardson）飾演諾蘭，一位對任何事情都不會感到憤怒的病人。
丹妮絲·理查茲、琳賽·蘿涵、西羅‧格林（Cee Lo Green）、凱莉‧肯尼-西維（Kerri Kenney-Silver）,和布萊恩‧奧斯丁‧格林（Brian Austin Green）等則被宣布將以客串來賓的身分參與演出。
查理辛的父親，馬丁·辛，曾經在第一季以客串來賓的身分飾演劇中查理的父親角色，後來宣布在第二季終將增加其戲份。FX電視台總經理約翰‧蘭德夫（John Landgraf）表示：「我認為增加不同世代可以讓本劇更出色。」

### 解雇莎瑪·布萊兒
2013年6月17日，小報網站 TMZ 報導查理辛告訴製作人他將拒絕與布萊兒合作，由於布萊兒是劇組中最受不了並抱怨查理辛已成了整個劇組的「問題」，因為查理經常遲到。第二天，TMZ報導查理辛向製作人表示，如果不解雇布萊兒，他將辭職。當天稍晚，獅子門發表聲明表示布萊兒將不再繼續出現在本劇中，並將創造一個新的女主角填補原本的空位。
根據報導，新的角色將會是「華麗」與「性感」及「新的醫生」，新的角色將參與原本布萊兒飾演的凱特與查理一同執行的研究。
FX電視台宣布蘿拉‧貝爾‧邦迪（Laura Bell Bundy）將飾演「嬌丹‧丹比」醫生，取代布萊兒成為查理的新治療師。製作單位於2013年8月5日開始製作由Bundy主演的新一集並同時宣布布萊恩‧奧斯丁‧格林（Brian Austin Green）（飾演尚恩）將會增加關於他的戲份。
布萊兒最後一句台詞，是對查理辛的角色「查理」說「我非常興奮能與他一起工作」(going to be very excited he and I can keep working together)。

#### 可能訴訟
於2013年9月13日，TMZ報導布萊兒宣稱由於被該劇組開除，因此要求查理辛與獅子門娛樂公司要賠償120萬美金，但仍然報導兩方試圖接觸和解事宜。另有報導表示會讓布萊兒遭到開除的原因是「美國不希望看到查理只有一個女朋友」- 然而在八集內迅速作出開除的決定據傳是查理聽到了布萊兒對他的批評，而讓該角色突然離開到印度。

#### 取消集數
2013年6月，在記者會上發表命名為「查理與凱特為研究上床」("Charlie and Kate Have Sex for Science")並宣布該集將於2013年6月27日於電視播映，同時是該季的第26集。由於布萊兒遭到解雇，該集便取消，並由另一集「查理與宅女(Charlie and the Hot Nerd)」取代，該集是首次布萊兒未出現的一集。「查理與凱特為研究上床」的狀態與其它未上映的集數都一樣不清楚，只知道製作編號是1040。另一集名稱類似，但是故事完全不同的集數「查理為研究做了」則是在2013年12月5日上映。

## 國際播映
| 國家          | 電視台                      | 首播日                   | 來源          |
| ------------- | --------------------------- | ------------------------ | ------------- |
| 阿根廷        | TBS                         | 7月19, 2012              | [ 31 ]        |
|               | Nine Network                | 8月14, 2012              | [ 32 ]        |
|               | Star World                  | 1月26, 2013              | [ 33 ]        |
| 加拿大        | CTV                         | 8月12, 2012              | [ 34 ] [ 35 ] |
| 丹麦          | TV3+                        | 7月30, 2012              | [ 36 ]        |
| 德国          | Watchever (Video on demand) | 4月12, 2013              | [ 37 ]        |
| 德国          | VOX                         | TBA                      | [ 38 ]        |
| 印度          | Comedy Central              | 2月18, 2013              | [ 39 ]        |
| 爱尔兰 · 英国 | Comedy Central              | 9月12, 2012              | [ 40 ] [ 41 ] |
| 荷蘭          | Comedy Central              | 10月7, 2012              | [ 42 ]        |
| 新西兰        | TV2                         | 8月15, 2012              | [ 43 ]        |
| 挪威          | Viasat 4                    | 8月13, 2012              | [ 44 ]        |
| 波蘭          | Comedy Central              | 10月21, 2012             | [ 45 ]        |
| 南非          | Comedy Central              | 9月24, 2012              | [ 46 ]        |
| 西班牙        | Paramount Comedy            | 10月5, 2012              | [ 47 ]        |
| 瑞典          | TV6                         | 8月27, 2012              | [ 48 ]        |
| 美国          | FX Fox                      | 6月28, 2012 June 3, 2013 | [ 1 ]         |